# ヘルマン・レ
ヘルマン・ダビド・レ（Germán David Ré, 1981年11月2日 - ）は、アルゼンチン・サンタフェ州ビジャ・ゴベルナドール・ガルベス出身の元サッカー選手。現役時代のポジションはディフェンダー。

## 経歴
2007年、アルゼンチン代表のトレーニングキャンプとチリとの親善試合に招集された。
2015年1月11日、AMSDアトレティコ・デ・ラファエラに移籍した。
2016年2月3日、プリメーラB・ナシオナルのCAチャカリタ・ジュニアーズに1年半の契約で加入。翌年8月23日にはクラブとの契約を2年間延長した。

## タイトル
ニューウェルズ
- プリメーラ・ディビシオン : 2004アペルトゥーラ

エストゥディアンテス
- コパ・リベルタドーレス : 2009
- プリメーラ・ディビシオン : 2010アペルトゥーラ